# Intrighi di donne
Intrighi di donne (Manèges) è un film del 1950 diretto da Yves Allégret.

## Trama
In seguito ad un incidente stradale mentre si recava a raggiungere il suo ultimo amante, la bella e giovane Dora rimane gravemente ferita e portata d'urgenza in ospedale.
Angosciato e disperato, il marito Robert si reca al suo capezzale, poi arriva la madre dell'attraente donna che incolpa apertamente il genero della sua disastrosa situazione finanziaria e sociale.  Ancora cosciente ma visibilmente agonizzante, supplica la madre di confessarle tutte le manipolazioni sentimentali e finanziarie a cui è stato ingenuamente sottoposto durante tutti questi anni di matrimonio.  Avendo dedicato alla moglie un amore sconfinato, quest'ultimo rivisita il loro passato comune in modo diverso e misura brutalmente la portata dei suoi errori, man mano che le rivelazioni fornite con entusiasmo dalla suocera progrediscono.
È al termine dell'intervento chirurgico che l'uomo sporco e rovinato si assume la responsabilità di annunciare alla "signora" l'insopportabile notizia: sua figlia sopravviverà nonostante le ferite ma rimarrà permanentemente paralizzata e diventerà totalmente dipendente dal suo corpo. vita quotidiana.  Ritornato in sé ma del tutto disilluso, decide di abbandonare “subito” le due donne al loro oscuro destino “ignorando” gli insulti rivoltigli dalla caposala.